# Yataqoba
Yataqoba är en ort i Azerbajdzjan.   Den ligger i distriktet Xaçmaz Rayonu, i den nordöstra delen av landet, 160 km nordväst om huvudstaden Baku. Yataqoba ligger 3 meter över havet och antalet invånare är 1 045.
Terrängen runt Yataqoba är platt. Närmaste större samhälle är Xaçmaz, 11,9 km söder om Yataqoba.
Trakten runt Yataqoba består till största delen av jordbruksmark. Runt Yataqoba är det ganska tätbefolkat, med 129 invånare per kvadratkilometer.